# Eleocharis kuroguwai
Eleocharis kuroguwai là loài thực vật có hoa trong họ Cói. Loài này được Ohwi mô tả khoa học đầu tiên năm 1936.

## Hình ảnh

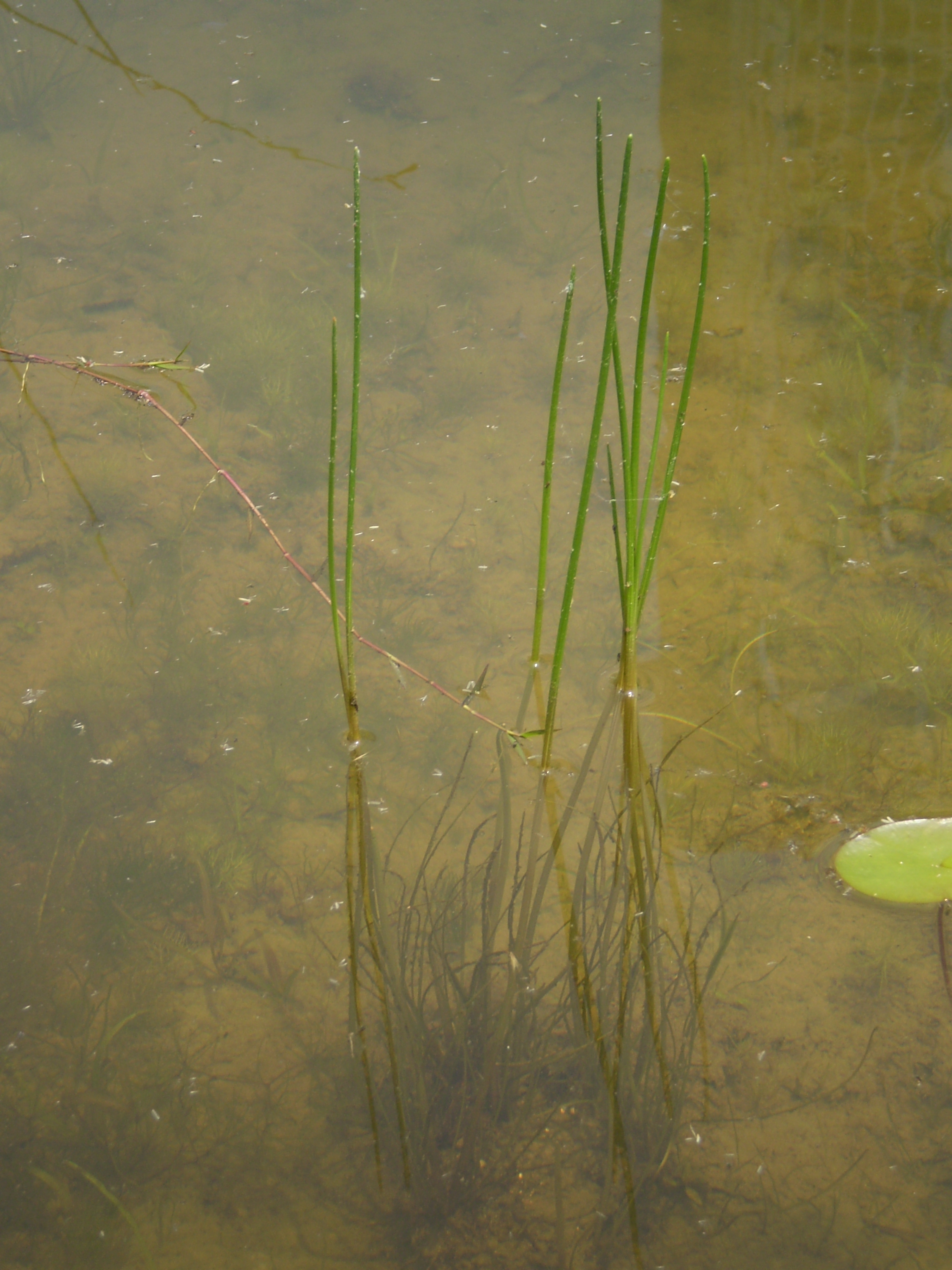